# 福井県立奥越明成高等学校
福井県立奥越明成高等学校（ふくいけんりつ おくえつめいせいこうとうがっこう、英: Fukui Prefectural Okuetsu Meisei High School）は、福井県大野市友江にある公立の高等学校。

## 設置学科
- 機械科
- 電気科
- ビジネス情報科
- 生活福祉科（下記の2コースに分かれる）
  - 生活コース
  - 福祉コース

## 校訓・教育方針

### 校訓
自立　協調　創意

### 教育目標（教育方針）
- 専門的な知識と技術を身につけ、地域の発展に寄与する態度を育成する。
- 各自の役割を理解し、互いに協力し活力に満ちた心豊かな人間性を育成する。
- 新たな課題に進んで取り組み、アイディアを生かす創造性を育成する。

## 沿革
- 2010年（平成22年）
  - 1月20日 - 福井県立大野東高等学校と福井県立勝山南高等学校の統合による新高校開校に向け「奥越新高校準備委員会」を設置。
  - 1月21日 - 新高校の制服を決めるため、制服検討委員会を設置。
  - 6月25日 - 新高校の校訓を「自立　協調　創意」に決定。
  - 10月7日 - 校名選定委員会で新高校の校名を福井県立奥越明成高等学校に決定。
  - 11月1日 - 福井県立学校設置条例に新高校の項を加えるため、福井県立奥越明成高等学校を設置。
- 2011年（平成23年）
  - 1月31日 - 校章デザイン・モニュメントデザインを決定。
  - 4月1日 - 開校。

## 部活動
- 運動部 - 野球、サッカー、相撲、バドミントン（男・女）、バレーボール（男）、バスケットボール（男・女）、卓球（男・女）、弓道（男・女）、陸上
- 文化部 - 吹奏楽、工業研究、生活研究、茶華道、ESS、美術、ビジネス研究、福祉ボランティア

## 校歌
作詞：校歌制定委員会、作曲：後藤丹

## アクセス
- JR越美北線（九頭竜線） 越前大野駅から、
  - 大野市 まちなか循環バス北ルート「奥越明成高校前」下車。
  - 京福バス 46系統（勝山大野線）「福井勝山総合病院」行きにて「奥越明成高校前」下車。
- えちぜん鉄道勝山永平寺線 勝山駅から、
  - 京福バス 44・46系統（勝山大野線）「ヴィオ」行きにて「奥越明成高校前」下車。
- E67 中部縦貫自動車道 大野ICより車で約3分